# Araneus bispinosus
Araneus bispinosus är en spindelart som först beskrevs av Eugen von Keyserling 1885.  Araneus bispinosus ingår i släktet Araneus och familjen hjulspindlar. Inga underarter finns listade i Catalogue of Life.